# Кјанкита-Палио (Месина)
Кјанкита-Палио је насеље у Италији у округу Месина, региону Сицилија.
Према процени из 2011. у насељу је живело 2267 становника. Насеље се налази на надморској висини од 26 м.